# アメリカン・パイパイ ようこそ美乳天国へ
『アメリカン・パイパイ ようこそ美乳天国へ』（原題：Deep in the Valley）（イギリスでの別題『American Hot Babes』）は、2009年のロマンティック・コメディ映画である。
脚本・監督を務めたクリスチャン・フォルテは、1950年代や1960年代におけるティーンのアイコンであったファビアンの息子である。

## あらすじ
酒屋で働くレスター・ワッツ（クリス・プラット）は、未成年者に喜んで酒を売りながら、余ったお金をポルノコレクションに費やしている。小学校3年生からの親友であるカール（ブレンダン・ハインズ）は、イギリス人の婚約者の実家の会社で会社員として働いている。彼は転職を考えていたが、恋人から反対される。
その夜、ダイヤモンド・ジム（クリストファー・マクドナルド）の作品を見ようと考えていたレスターとカールの元に、「パイパイ・ボックス」という装置が届く。そのマシンの中に入った二人は、誰もがポルノ映画の中にいるかのように振る舞っている世界へと入り込んでしまう。ロッド・キャノン（スコット・カーン）率いる警察が2人を逮捕したが、彼らは逃げ出し、バンビ・カミングス（レイチェル・スペクター）が所属する女子学生クラブ「Tri-pi」に匿ってもらう。
警察の目を逃れ、バンビとカールは恋に落ちる。やがて二人はダイヤモンド・ジムのプールパーティに行き、カールは元の世界へ帰してもらうことにし、レスターは留まることにする。レスターがダイヤモンド・ジムの息子であることが明らかになるハプニングがありつつも、元の世界へと戻ったカールは、威圧的なガールフレンドと別れ、バンビが彼の元に転送されたことで、二人は再会する。一方、レスターは父のポルノ帝国を引き継ぐことになる。
エンディング・クレジットの後、ロッドがレスターの昔の仕事である酒屋に転送されたことが明らかになる。

## キャスト
- レスター・ワッツ - クリス・プラット
- カール - ブレンダン・ハインズ
- ロッド・キャノン - スコット・カーン
- バンビ・カミングス - レイチェル・スペクター
- サマー・イヴ - キム・カーダシアン
- オータム・ブリス - デニス・リチャーズ
- ダイヤモンド・ジム - クリストファー・マクドナルド
- スージー・ディアブロ - ブランカ・ソト
- バスタ・ナット - トレイシー・モーガン
- トレーシー - シャーロット・ソルト

## サウンドトラック
- Somebody Do It - Written and Performed by Darius Holbert
- The Slide - Written and Performed by Jake Keller (as Jacob Keller)
- On The Bus - Written and Performed by Jake Keller (as Jacob Keller)
- Push, Push (Lady Lightning) - Written and Performed by Bang Camaro.

## 評価
ライターのzashは、シネマトゥデイに寄せたクリス・プラットの特集記事の中で、本作におけるプラットの演技が非常に魅力的であると評価している。